# Agua recuperada

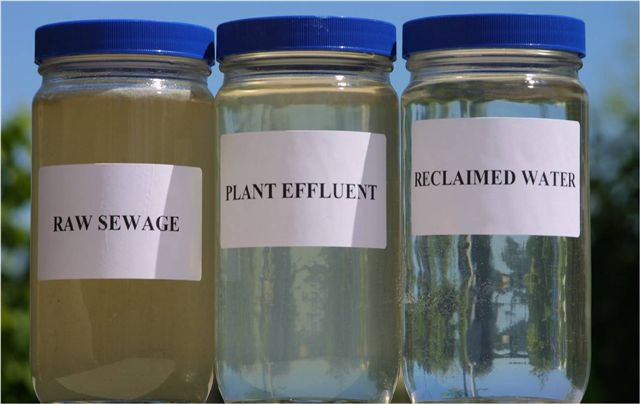
Secuencia de recuperación de izquierdo: residuo crudo, efluente de planta, y finalmente agua recuperada (después de varios pasos de tratamiento)

El agua recuperada o reciclada (llamada reutilización de aguas residuales o recuperación de agua también) es el proceso de convertir las aguas residuales en agua que se puede reutilizar para otros fines. La reutilización puede incluir el riego de jardines y campos agrícolas o la reposición de aguas superficiales y subterráneas (es decir, recarga de aguas subterráneas). También, el agua reutilizada puede ser dirigida a satisfacer ciertas necesidades de los hogares (por ejemplo descarga del inodoro), empresas, e industrias, e incluso se podría limpiar hasta alcanzar los estándares de agua potable. Esta última opción se denomina "reutilización potable directa" o "reutilización potable indirecta", dependiendo del enfoque utilizado.
Recuperar agua para aplicaciones de reutilización en lugar de utilizar solo suministros de agua dulce puede ser una medida útil para ahorrar agua. Cuando el agua usada finalmente se descarga nuevamente en fuentes de agua natural, aún puede brindar beneficios a los ecosistemas, mejorando el flujo de los arroyos, nutriendo la vida vegetal y recargando los acuíferos, como parte del ciclo natural del agua.
La reutilización de aguas residuales es una práctica establecida desde hace mucho tiempo para el riego, especialmente en los países áridos. La reutilización de las aguas residuales como parte de la gestión sostenible del agua permite que el agua siga siendo una fuente alternativa de agua para las actividades humanas. Esto puede aliviar la presión sobre las aguas subterráneas y otros cuerpos de agua naturales, y reducir la escasez. Otro aspecto potencialmente positivo es el contenido de nutrientes que aparece en las aguas residuales, lo que podría reducir la necesidad de otros fertilizantes.